# Aeroporto di Kazan'
L'aeroporto di Kazan' è un aeroporto internazionale situato a 25 km a sud-est di Kazan', nella Russia europea.

## Storia
Nel periodo gennaio - giugno 2010 all'aeroporto di Kazan' sono transitati 404,051 passeggeri, il 52% in più rispetto allo stesso periodo del 2009. L'incremento è stato dovuto alla maggior frequenza dei voli di linea domestici e all'incremento dei voli di charter da Kazan'.
Il 15 dicembre 2012 è stato inaugurato il nuovo Terminal 1A internazionale dell'aeroporto di Kazan' con quattro ponti d'imbarco che permettono notevolmente aumentare la capacità di transito dello scalo aeroportuale.

## Strategia
Entro il 2013 all'aeroporto di Kazan' è previsto la costruzione della Stazione delle Ferrovie russe che collegheranno l'aeroporto con il centro di Kazan'.

## Dati tecnici
L'aeroporto di Kazan' dispone di due piste attive in operazione: 3.750 m x 60 m ed 3.720 m x 45 m, di calcestruzzo, che possono ricevere aerei di ogni larghezza fino a Antonov An-225, Antonov An-124 o Boeing 747. Le piste sono attrezzate con i sistemi ILS di II categoria ICAO, PAPI, radiofari NDB, gli Outer Marker e i Middle Marker.
L'aeroporto è attrezzato con 30 parcheggi per gli aerei. La capacità dello scalo è un atterraggio/decollo ogni 7 minuti in qualsiasi condizioni meteo.

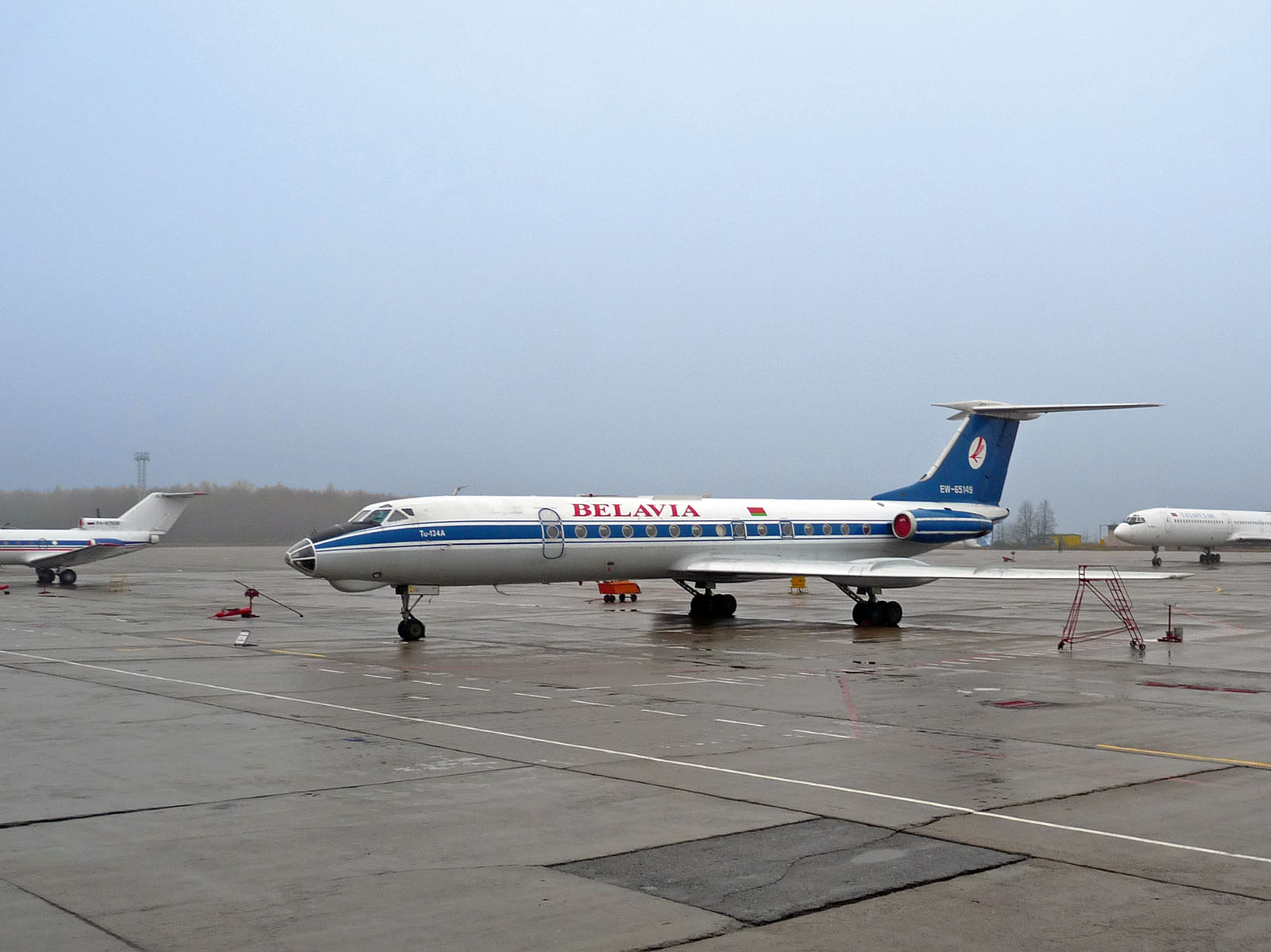
Un Tupolev Tu-134 della Belavia Belarusian Airlines in sosta all'aeroporto nel 2008.

## Collegamenti con Kazan'
TPL
Il Terminal Passeggeri dell'aeroporto è facilmente raggiungibile della fermata KDK imeni Lenina (Socgorod) con la linea no.97 del trasporto pubblico che effettua le corse dalle ore 07:00 alle ore 18:00 con intervalli di circa 30 minuti.
Treno
L'aeroporto di Kazan' è collegato con la Stazione di Kazan'-Passažirskij delle Ferrovie russe con una linea ferroviaria diretta, i treni AV "Aeroexpress" che collegano l'aeroporto con la città non effettuano fermate intermedie.